# Vuelta a Murcia 2015
La 34.ª edición de la Vuelta a Murcia (oficialmente: Vuelta Ciclista a Murcia), se disputó el sábado 14 de febrero de 2015 sobre un recorrido de 197,8 km por la región de Murcia con inicio en Mazarrón y final en el Castillo de Lorca.
La prueba perteneció al UCI Europe Tour 2015 de los Circuitos Continentales UCI, dentro de la categoría 1.1.
El ganador final fue Rein Taaramäe, quien además se hizo con la clasificación de la montaña. Le acompañaron en el podio Bauke Mollema y Zdeněk Štybar, respectivamente, que encabezaron un reducido pelotón.
En las otras clasificaciones secundarias se impusieron Garikoitz Bravo (metas volantes) y Trek Factory Racing (equipos).

## Equipos participantes
Participaron 21 equipos. El único equipo español de categoría UCI ProTeam; el único de categoría Profesional Continental; y los 2 de categoría Continental. En cuanto a la representación extranjera, estuvieron 16 equipos: 5 ProTeam, 7 Profesionales Continentales y 1 Continental. Formando así un pelotón de 146 ciclistas, con 7 corredores cada equipo (excepto el Novo-Nordisk que salió con 6), de los que acabaron 110. Los equipos participantes fueron:
| Equipo                        | Cód. UCI | Categoría               |
| ----------------------------- | -------- | ----------------------- |
| Movistar Team                 | MOV      | UCI ProTeam             |
| Trek Factory Racing           | TFR      | UCI ProTeam             |
| Cofidis, Solutions Crédits    | COF      | Profesional Continental |
| Etixx-Quick Step              | EQS      | UCI ProTeam             |
| Team Giant-Alpecin            | TGA      | UCI ProTeam             |
| Astana Pro Team               | AST      | UCI ProTeam             |
| FDJ                           | FDJ      | UCI ProTeam             |
| Team Katusha                  | KAT      | UCI ProTeam             |
| CCC Sprandi Polkowice         | CCC      | Profesional Continental |
| Caja Rural-Seguros RGA        | CJR      | Profesional Continental |
| Topsport Vlaanderen-Baloise   | TSV      | Profesional Continental |
| RusVelo                       | RVL      | Profesional Continental |
| Bora-Argon 18                 | BOA      | Profesional Continental |
| UnitedHealthcare Professional | UHC      | Profesional Continental |
| Team Europcar                 | EUR      | Profesional Continental |
| Team Novo Nordisk             | TNN      | Profesional Continental |
| Team Froy Oslo                | FRB      | Continental             |
| Burgos-BH                     | BUR      | Continental             |
| ActiveJet Team                | AVJ      | Continental             |
| Murias Taldea                 | MUR      | Continental             |
| Selección de España           |          | Selección nacional      |

## Clasificación final
La clasificación final de la carrera fue:
| \| Posición \| Ciclista \| Equipo \| Tiempo \| \| -------- \| ----------------- \| --------------------------- \| --------------- \| \| 1.º \| Rein Taaramäe \| Astana \| 5 h 11 min 38 s \| \| 2º \| Bauke Mollema \| Trek Factory \| a 10 s \| \| 3º \| Zdeněk Štybar \| Etixx-Quick Step \| m.t. \| \| 4º \| Fabio Felline \| Trek Factory Racing \| m.t. \| \| 5º \| Luis León Sánchez \| Astana \| m.t. \| \| 6º \| Maciej Paterski \| CCC Sprandi Polkowice \| m.t. \| \| 7º \| Tiago Machado \| Katusha \| m.t. \| \| 8º \| Arthur Vichot \| FDJ \| m.t. \| \| 9º \| Floris De Tier \| Topsport Vlaanderen-Baloise \| m.t. \| \| 10º \| Marco Canola \| UnitedHealthcare \| m.t. \| |                   |                             |                 |
| Posición | Ciclista          | Equipo                      | Tiempo          |
| 1.º | Rein Taaramäe     | Astana                      | 5 h 11 min 38 s |
| 2º | Bauke Mollema     | Trek Factory                | a 10 s          |
| 3º | Zdeněk Štybar     | Etixx-Quick Step            | m.t.            |
| 4º | Fabio Felline     | Trek Factory Racing         | m.t.            |
| 5º | Luis León Sánchez | Astana                      | m.t.            |
| 6º | Maciej Paterski   | CCC Sprandi Polkowice       | m.t.            |
| 7º | Tiago Machado     | Katusha                     | m.t.            |
| 8º | Arthur Vichot     | FDJ                         | m.t.            |
| 9º | Floris De Tier    | Topsport Vlaanderen-Baloise | m.t.            |
| 10º | Marco Canola      | UnitedHealthcare            | m.t.            |

## UCI Europe Tour
La Vuelta a Murcía otorga puntos para el UCI Europe Tour 2015, solamente para corredores de equipos de categoría Profesional Continental y Continental. Las siguientes tablas corresponden al baremo de puntuación y a los ciclistas que consiguieron puntuar:
| Posición   | 1º | 2º | 3º | 4º | 5º | 6º | 7º | 8º | 9º | 10º | 11º | 12º |
| Puntuación | 80 | 56 | 32 | 24 | 20 | 16 | 12 | 8  | 7  | 6   | 5   | 3   |

| Ciclista        | Equipo                      | Puntos |
| --------------- | --------------------------- | ------ |
| Maciej Paterski | CCC Sprandi Polkowice       | 16     |
| Floris De Tier  | Topsport Vlaanderen-Baloise | 7      |
| Marco Canola    | UnitedHealthcare            | 6      |